# لهوتا (ناحیه زلین)
لهوتا (به چکی: Lhota) یک منطقهٔ مسکونی در جمهوری چک است که در ناحیه زلین واقع شده‌است. لهوتا ۵٫۰۱ کیلومتر مربع مساحت و ۷7۶ نفر جمعیت دارد و ۳۴۰ متر بالاتر از سطح دریا واقع شده‌است.